# 西沢利栄
西沢 利栄（にしざわ としえ、1929年2月16日 - 没年不詳）は、日本の気候学・地理学者、筑波大学名誉教授。

## 略歴
長野県長野市生まれ。東京教育大学卒、1961年同大学院理学研究科修士課程修了。1967年「日本における河川水の熱収支に関する研究」で理学博士。立教大学助教授、筑波大学教授、1992年定年退官、名誉教授、東京成徳大学教授、同附属図書館長。1993－99年PPG7国際諮問委員会委員。1993年、21世紀地球賞受賞。

## 著書
- 『熱汚染』三省堂選書、1977
- 『基礎からよくわかる地理』旺文社、1982
- 『自然のしくみ』古今書院、1992
- 『熱帯ブラジルフィールドノート 地球環境を考える』国際協力出版会、1999
- 『アマゾンで地球環境を考える』岩波ジュニア新書、2005

### 共編著
- 『水文学講座 10 水温論』新井正共著 共立出版、1974
- 『アマゾン 生態と開発』小池洋一共著 岩波新書、1992
- 『ラテンアメリカの環境と開発』水野一共編 新評論 ラテンアメリカ・シリーズ、1997
- 『植物の環境適応と持続的開発』柏木良明、土屋彰男共著 古今書院、2000
- 『アマゾン 保全と開発』小池洋一、本郷豊、山田祐彰共著 朝倉書店、2005
- 『気候のフィールド調査法』編 古今書院、2005

## 参考
- [ISBN　978-4-254-16341-4]
- 『現代日本人名録』2002年